# Marbán (provins)

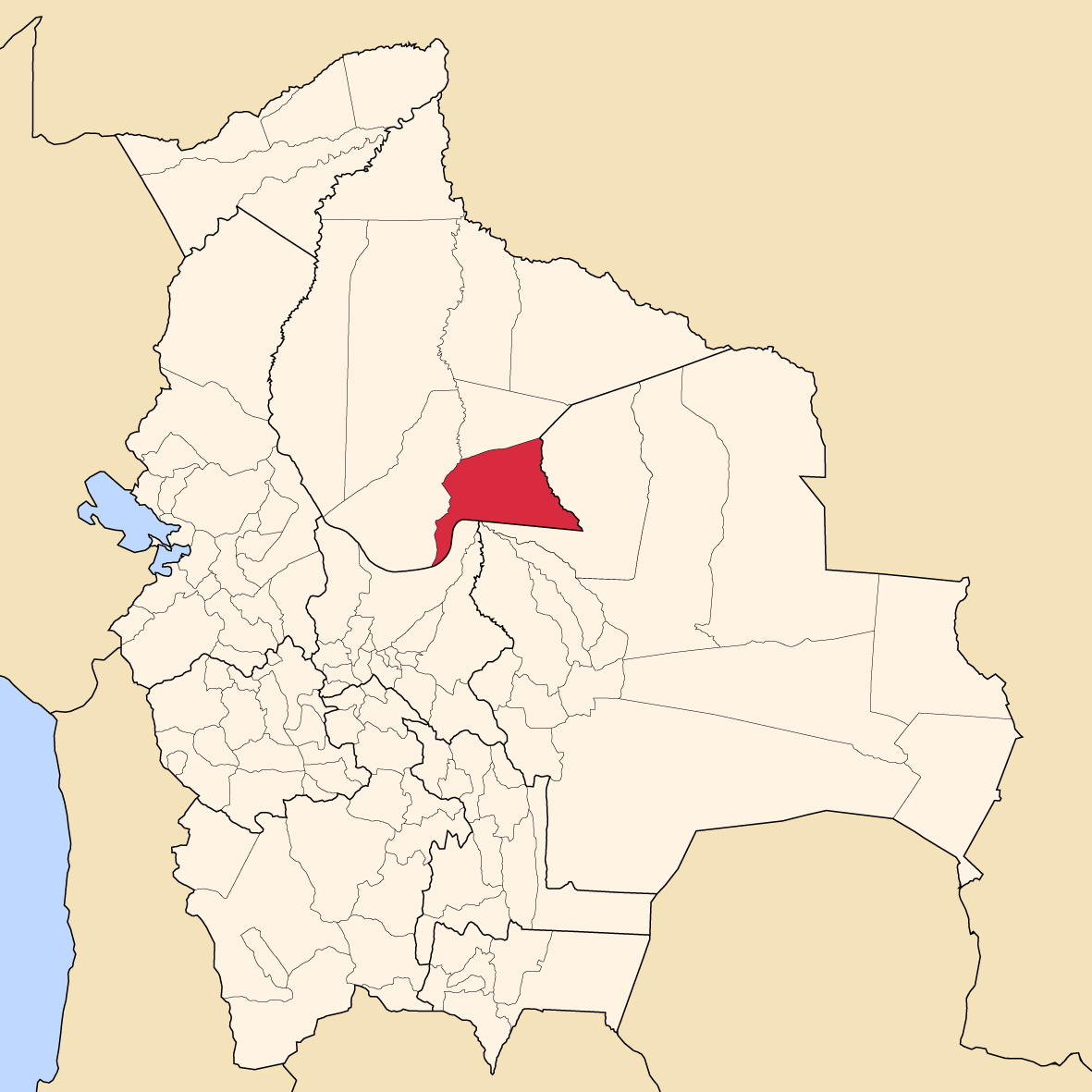
Provinsens läge i Bolivia

Marbán är en provins i departementet Beni i Bolivia. Den administrativa huvudorten är Loreto.